# ECW Hardcore Revolution
Vous lisez un « bon article » labellisé en 2014.
ECW Hardcore Revolution est un jeu vidéo de catch professionnel, édité et distribué par la société Acclaim Entertainment. Officiellement annoncé en 1999, il s'agit du tout premier jeu vidéo inspiré de l'univers de la fédération de catch américaine Extreme Championship Wrestling (ECW), et le premier jeu vidéo de catch à être classé « M » par l'organisation Entertainment Software Rating Board. Après l'acquisition de la licence, le jeu est développé dans son intégralité aux studios Acclaim de Salt Lake City. Entretemps, une campagne publicitaire est menée par Acclaim Entertainment et la ECW.
Le jeu est initialement commercialisé le 31 janvier 2000 sur consoles Nintendo 64 et PlayStation en Amérique du Nord, et entre février et mars 2000 en Europe. Il est ensuite adapté sur supports Game Boy Color et Dreamcast, et commercialisé à l'international entre février et mars 2000. Il est suivi plus tard d'un second et dernier jeu de la série ECW intitulé ECW Anarchy Rulz, en août 2000.  Il propose au joueur une cinquantaine de personnages - une dizaine seulement dans la version Game Boy Color - à l'effigie des lutteurs, ainsi qu'une variété d'options, de matchs, d'arènes personnalisables, et la possibilité de créer un personnage.
Du 13 au 19 février 2000, ECW Hardcore Revolution est le second jeu vidéo le plus vendu sur PlayStation aux États-Unis, avec 600 000 exemplaires. Le jeu est mal accueilli par l'ensemble de la presse spécialisée, qui critique surtout l'usage du même moteur de jeu que WWF Attitude, un jeu vidéo paru un an plus tôt sur PlayStation. Les autres points négatifs soulevés sont les nombreux clippings et les défauts dans la détection de collision pendant les matchs.

## Système de jeu
ECW Hardcore Revolution inclut des éléments de catch professionnel et de jeu vidéo de sport en vue objective,. Inspiré de l'univers de la fédération de catch américaine Extreme Championship Wrestling, il présente des options comprenant différents types de matchs et d'arènes, une multitude de personnages jouables, ainsi que des modes de jeu en solo et jusqu'à quatre joueurs,.

### Modes et options
Sur consoles de salon, le jeu présente un menu de démarrage composé de différentes options – Exhibition (combats simples), Career Mode (mode carrière), Tournament (tournoi), Pay Per View (gestion de paiements à la séance), Create Wrestler (création d'un personnage), Utilities (configurations) et Cheat Menu (codes de triche) – de modes de matchs – principalement VS (match simple), Tag Team (match par équipe avec tours), Tornado (match par équipe sans tours), One on Two (un contre deux), One on Three (un contre trois), Lumberjack (match de bûcherons), 3-way Dance (combat à trois), et Battle Royal (bataille royale) – et de types de matchs incluant Steel cage (match en cage), Deathmatch (match hardcore avec objets), Barbed Wire match (match avec fils de barbelés), et Last Man Standing (dernier homme debout), et d'arènes personnalisables,,,. La version Game Boy Color présente, quant à elle, un menu de démarrage composé de cinq options qui comprennent Challenge Mode (mode défi), Career Mode (mode carrière), VS Mode (match simple), Barbed Wire match (match avec fils de barbelés), et Training Mode (entraînement).
L'option Career Mode permet d'effectuer une progression dans le jeu. Le joueur sélectionne le lutteur de son choix, et débute « en bas de l'échelle » : il progresse en remportant de nombreux combats, en participant aux grands pay-per-views, puis enfin à WrestleMania. L'option Tournament propose un classement dans lequel le joueur doit arriver en tête, et grâce auquel il peut débloquer certains lutteurs (comme dans le Career Mode). L'option Pay Per View permet la création et la gestion d'un paiement à la séance, incluant la personnalisation et la conception d'une arène. Create Wrestler, ou Create-a-Player, permet la création d'un personnage utilisable pendant les combats, en lui attribuant un nom, des gestuelles, des prises, des attributs physiques, des vêtements, des dialogues, et une personnalité,.

### Personnages
ECW Hardcore Revolution propose au joueur une cinquantaine de lutteurs et lutteuses (une dizaine seulement dans la version Game Boy Color) possédant chacun un thème d'entrée, et caractérisés par leurs niveaux de puissance, de rapidité et de résistance au combat,. Les personnages représentent les lutteurs de la Extreme Championship Wrestling (ECW) en activité à cette époque (entre 1999 et 2000), dont notamment Balls Mahoney, Dawn Marie, Justin Credible, Rob Van Dam, Sabu, Spike Dudley et Tajiri,. Chaque joueur possède une barre de santé qui, lorsqu'elle diminue en fonction du nombre de coups reçus, réduit également la résistance et augmente les chances d'être éliminé par tombé,. Lors d'un match, le joueur peut utiliser de simples mouvements comme des coups de poing, des coups de pied, des prises de soumission, des parades, des sauts effectués par-dessus le ring, l'immobilisation par devant ou par derrière, la projection dans les cordes, ainsi qu'une multitude de prises de finition,,.

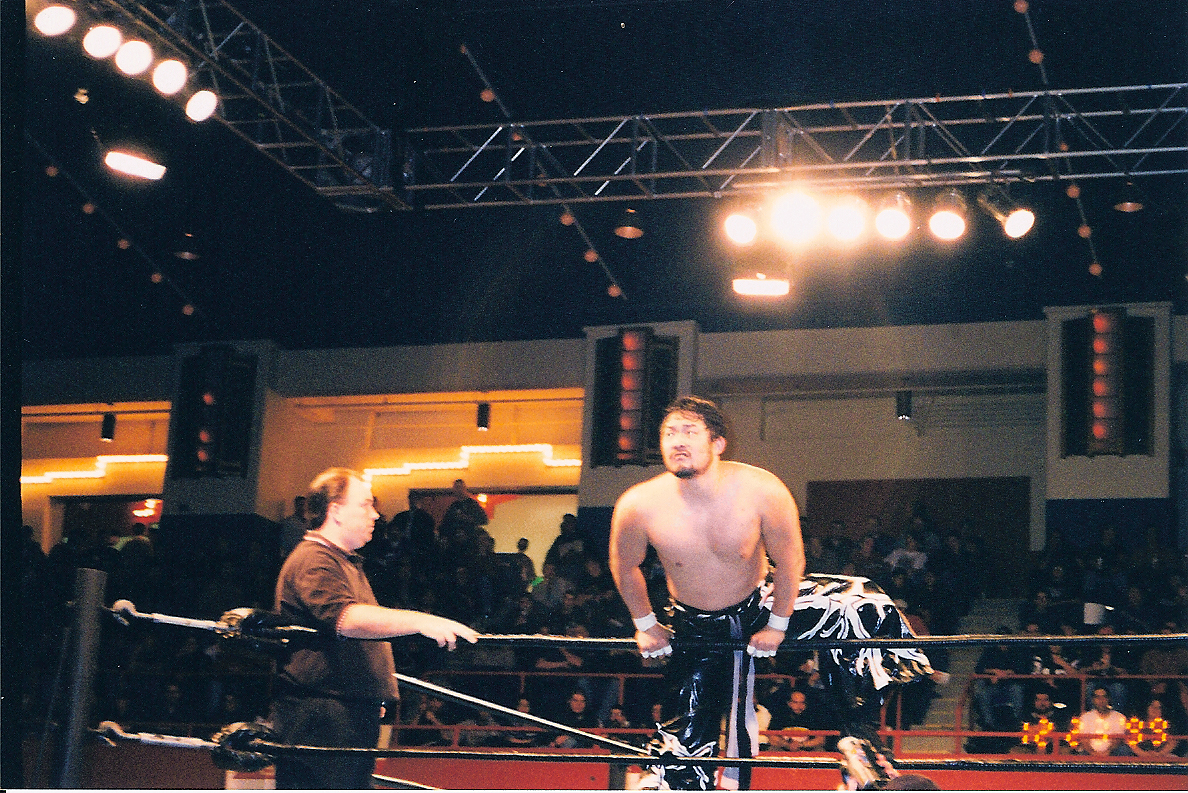
Tajiri, l'un des lutteurs et personnages du jeu.

Lors d'un Deathmatch, le joueur peut récupérer un objet lancé par le public et l'utiliser pour infliger davantage de dégâts à son adversaire. Lors d'un Barbed Wire match, le joueur peut propulser un adversaire dans les fils de fer barbelés attachés autour du ring pour des dégâts supplémentaires. À certains moments, le public scande le nom du catcheur le plus performant du moment, ce qui le rend temporairement plus résistant,. À la fin d'un match, toutes les performances effectuées par les lutteurs, comme le nombre de coups donnés, sont recensées en pourcentages dans un compte-rendu.

## Développement

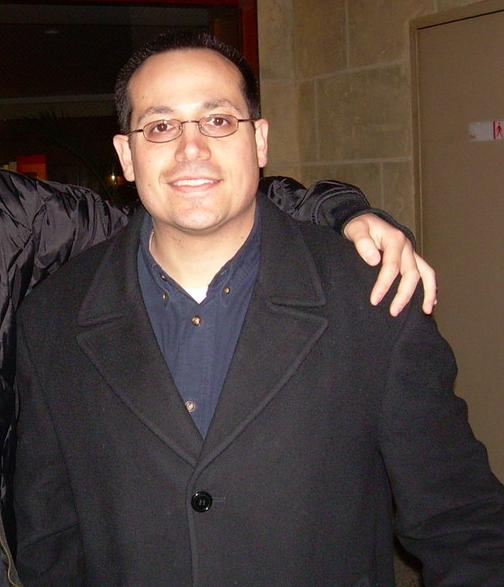
Joey Styles, commentateur et lutteur présenté dans le jeu.

En novembre 1999, la société nord-américaine Acclaim Entertainment acquiert la licence de la fédération de catch américaine Extreme Championship Wrestling (ECW), considérée comme l'une des trois plus grandes organisations de catch aux États-Unis, et annonce son intention de développer le tout premier jeu inspiré de l'univers ECW,,. Pendant le développement du jeu, Acclaim tente de commencer sa campagne promotionnelle à l'aide d'affiches publicitaires, mais les magazines spécialisés refusent de les publier en raison de leur violence. Un site officiel est créé sous le nom de domaine www.hardcorerevolution.com afin de présenter ces affiches,. La société organise également un concours offrant un exemplaire du jeu sur Nintendo 64 aux gagnants. Plusieurs séances d'autographes avec les lutteurs de la ECW sont organisées à travers les États-Unis. L'une de ces séances, organisée le 15 février 2000 à New York avec les lutteurs Tommy Dreamer et Rob Van Dam, attire plus de 3 500 amateurs venus acheter un exemplaire du jeu. De son côté, la ECW effectue également la promotion du jeu lors des soirées Guilty as Charged en janvier, et Living Dangerously en février 2000.
Le jeu est développé dans son intégralité aux studios Acclaim Salt Lake City, connus pour leurs jeux vidéo inspirés de la World Wrestling Federation. L'équipe de développement utilise le même moteur de jeu que WWF Attitude, un autre jeu vidéo de catch paru en 1999, avec quelques modifications apportées à la jouabilité, tandis que les arènes de la ECW remplacent celles de la WWF. Les personnages sont développés en polygones à partir de photos des lutteurs ; leurs prises et leurs gestuelles sont capturées et intégrées au jeu,,. L'environnement est créé en trois dimensions, et les prises de vue sont multiples. Concernant les musiques d'entrée des catcheurs, l'équipe de développement décide de composer ses propres partitions musicales et de les inclure dans le jeu afin de ne pas enfreindre le droit d'auteur,. Pendant les matchs, les commentaires sont effectués par Joey Styles, commentateur officiel et lutteur de la fédération, ; ils varient en fonction des actions qui se déroulent dans le ring. Les lutteurs dialoguent également avant et pendant les combats. Des effets sonores sont intégrés lors des combats, et en bruit de fond pour le public,.
ECW Hardcore Revolution est commercialisé le 31 janvier 2000 en Amérique du Nord sur consoles Nintendo 64 et PlayStation,,, et entre janvier et février 2000 en Europe. Ses adaptations sur Game Boy Color et Dreamcast sont commercialisées à l'international entre février et mars 2000,. Allen Tigner, manager de Software, Etc. à Manhattan, affirme ne jamais avoir vu autant d'enthousiasme pour la sortie d'un jeu vidéo. La version Game Boy Color, développée par Crawfish Interactive et classée « E » (Everyone ; tous publics), présente des modes différents,,,. Contrairement aux deux premières versions du jeu, les modes King of the Ring, Tag Team et Cage matches ont été supprimés et remplacés par un seul, le Barbed Wire Match. Les versions Nintendo 64, PlayStation et Dreamcast sont classées « M » (Mature ; déconseillé aux moins de 17 ans) par l'organisation Entertainment Software Rating Board,,,. D'après Michael Archer, directeur commercial d'Acclaim Ring Sports, c'est la première fois qu'un jeu vidéo de catch est classé dans cette catégorie : il affirme que « le catch extrême du jeu et son langage explicite le différencient de tous les autres jeux de catch ciblant un public adulte. » En août 2000, six mois après la sortie du jeu, Acclaim annonce une suite intitulée ECW Anarchy Rulz, dont le développement a débuté en même temps que celui de son prédécesseur.
C'est auprès des amateurs de catch que le jeu réalise ses meilleures ventes. Du 13 au 19 février 2000, ECW Hardcore Revolution est le second jeu vidéo le plus vendu sur PlayStation, avec 600 000 exemplaires aux États-Unis. Il est alors celui qui s'écoule le mieux chez les détaillants comme Electronics Boutique. Le 27 février 2000, le jeu est listé dans le top 20 des jeux vidéo les plus vendus selon la Video Software Dealers Association. D'après les statistiques de ventes en 10 jours, la version Nintendo 64 atteint la 13e place, et la version PlayStation atteint la 20e place. En 2014, ECW Hardcore Revolution recense un total d'environ 4,8 millions d'exemplaires vendus dans le monde.

## Accueil
| Aperçu des notes reçues | Aperçu des notes reçues | Aperçu des notes reçues | Aperçu des notes reçues | Aperçu des notes reçues | Aperçu des notes reçues |
| Média                   | Média                   | Média                   | Média                   | Notes                   | Notes                   |
| ----------------------- | ----------------------- | ----------------------- | ----------------------- | ----------------------- | ----------------------- |
| Future Gamez            | Future Gamez            | Future Gamez            | Future Gamez            | 41 %                    | 41 %                    |
| Game Revolution         | Game Revolution         | Game Revolution         | Game Revolution         | D+                      | D+                      |
| Games Xtreme            | Games Xtreme            | Games Xtreme            | Games Xtreme            | 7,9/10                  | 7,9/10                  |
| Jeuxvideo.com           | Jeuxvideo.com           | Jeuxvideo.com           | Jeuxvideo.com           | 7/20                    | 7/20                    |
| Nintendojo              | Nintendojo              | Nintendojo              | Nintendojo              | 6,5/10                  | 6,5/10                  |
| Nintendo Power          | Nintendo Power          | Nintendo Power          | Nintendo Power          | 5,9/10                  | 5,9/10                  |
| Now! Gamer              | Now! Gamer              | Now! Gamer              | Now! Gamer              | 4,8/10                  | 4,8/10                  |
| Total Video Games       | Total Video Games       | Total Video Games       | Total Video Games       | 3/10                    | 3/10                    |
| Compilations de notes   |                         |                         |                         |                         |                         |
| Média                   | Média                   | N64                     | PS1                     | GBC                     | DC                      |
| AllGame                 | AllGame                 | [ 22 ]                  | [ 10 ]                  | [ 2 ]                   | [ 25 ]                  |
| GameRankings            | GameRankings            | 56,91 %                 | 54,50 %                 | 38,33 %                 | 43,79 %                 |
| GameSpot                | GameSpot                | 4,2/10                  | 4,2/10                  | 4,5/10                  | 5,6/10                  |
| IGN                     | IGN                     | 5/10                    | 4/10                    | 3/10                    | 6,9/10                  |
| MobyGames               | MobyGames               | 54 %                    | 42 %                    | 27 %                    | 47 %                    |

ECW Hardcore Revolution est mal accueilli par l'ensemble de la presse spécialisée. 
Ces avis négatifs visent principalement l'usage du même système et moteur que WWF Attitude pendant son développement,,,,. Les autres critiques concernent la mauvaise détection de collision, et les nombreux clippings pendant les matchs,. Sur MobyGames, la version Nintendo 64 obtient une moyenne de 54 %, celle sur PlayStation de 42 %, celle sur Game Boy Color de 27 %, et celle sur Dreamcast de 47 %. GameRankings attribue une moyenne générale de 56,91 % sur Nintendo 64, 54,50 % sur PlayStation, 38,33 % sur Game Boy Color, et 43,79 % sur Dreamcast.
Game Revolution attribue un « D+ » au jeu, notant qu'il s'agit d'« une pâle imitation de WWF Attitude, tout comme la ECW est une pâle imitation de la WWF et de la WCW. » Il déconseille fortement à ses lecteurs l'achat de ce jeu. Jeff Gerstmann, du site GameSpot, qui le compare également à WWF Attitude, attribue une note de 4,2 sur 10 sur Nintendo 64 et PlayStation,, et une note de 5,6 sur 10 sur Dreamcast. Il apprécie les personnages et les arènes « hautes en couleur », mais juge qu'aucun élément « extrême » de l'univers de la fédération n'est présent dans le jeu. Son collègue, Frank Provo, attribue une note de 4,5 sur 10 sur Game Boy Color ; dans cette version, certains types de matchs qu'il considère essentiels, comme le Tag Team, ont été supprimés, ce qui retire selon lui toute sa valeur au jeu. Même s'il met en avant la qualité des éléments sonores, il ajoute que « ce jeu et ces autres versions ne représentent rien de plus qu'une copie conforme de WWF Attitude. Même s'il s'agit du meilleur jeu de catch adapté sur Game Boy Color, il n'est pas utile de l'acheter. Si vous possédez déjà Attitude, inutile d'acheter celui-ci. Si vous ne le possédez pas, alors ECW Hardcore Revolution vaut peut-être le coup. »
IGN attribue un 5 sur 10 à la version Nintendo 64, mais seulement 3 sur 10 à la version Game Boy Color, avec une longue liste de défauts : « aucun câble link, dix catcheurs, uniquement sur Game Boy Color, très peu de prises, aucun logo ECW, ni blessure ni insulte (sauf venant de moi pendant le test), un match inintéressant avec barbelé, des graphismes atroces, une mauvaise qualité sonore, un moteur de jeu usé, à peine la moitié des options et lutteurs de la WWF, un gameplay handicapant, une mauvaise maniabilité, une mauvaise qualité… fans de la ECW, vous le voulez, vous l'avez! ». Mélo, du site français Jeuxvideo.com, attribue une moyenne générale de 7 sur 20 à la version PlayStation, expliquant notamment qu'il contient « trop de bugs et une maniabilité minable » qui « ne permettent pas de s'amuser décemment » ainsi que des « couleurs laides » malgré de beaux graphismes, et de « gros bugs au niveau du clipping ». Elle ajoute également que « ECW HR ne laissera pas une trace indélébile dans le monde du jeu vidéo : c'est un jeu de catch, un de plus, qui n'apporte rien, et au contraire qui déprécie le niveau (déjà pas bien élevé) des jeux du genre. Qui plus est le jeu est à peine maniable, et de toute façon le gameplay est trop limité pour être intéressant. Bref, laissez tomber, passez votre chemin. »
D'autres sites spécialisés partagent ce constat. Digital Press attribue une très faible note de 2,5 sur 10 à la version Nintendo 64, et explique en ces termes que « même si vous êtes un grand fan de la ECW, du catch ou de jeux vidéo, ce jeu ne vaut rien ». Le site AllGame attribue deux étoiles sur cinq à la version Dreamcast, dont il déconseille l'achat malgré de bons graphismes et effets sonores. La version Game Boy Color tombe à une étoile sur cinq, avec ce commentaire : « on en fait le tour au bout d'un seul match. » Total Video Games donne 3 sur 10 au jeu et précise : « si vous avez détesté Attitude, n'attendez rien de plus de ce jeu. »